# ミヤマイラクサ
ミヤマイラクサ（深山刺草・深山苛草、学名: Laportea cuspidata ）は、イラクサ科ムカゴイラクサ属の多年草。春の山菜としても知られ、俗にアイコ、イラ、エラ、アエコ、イラナ、アエダケともよばれる。中国名は、艾麻。

## 名称
和名にある「イラクサ」は「苛草」の意味といわれる。戸門 (2007) は、イラクサのイラは、地方でトゲを意味する古い呼び名「イララ」の意味だろうとしている。
別名では、アイ、アイコ、アイタケ、アエコ、アエダケ、イタイタクサ、イラ、エラ、イラクサ、イラナ、エゴキ、カイグサなどとよばれている。長野県、群馬県、福島県などで、山菜名で「イラ」または「エラ」とよばれている。ミヤマイラクサのトゲに刺されると、チクチクして痛くてかゆいため、福島県昭和村の山村ではイライラするからイラと言うのだという。東北地方で親しまれている地方名の「アイコ」はミヤマイラクサのことで、ふつう「愛子」と書くが、葉が萎れると暗い藍色になるので「藍子」が正しいようだといわれている。

## 分布と生育環境
日本では、北海道南部、本州、九州の福岡県（四国を除く）に分布し、山地、亜高山の沢沿いや湿った林内、岩礫地に生育する。国外では、朝鮮半島、中国大陸に分布する。特に深山の暗い林内の、湿り気のある斜面に多く群生する。

## 形態・生態
茎は緑色で直立し、高さ50 - 120センチメートル (cm) になる。茎、葉の両面、花序にも毛のようなトゲ（刺毛）が密生しており、触れると先端が折れ込んで炎症を起こすので持続性の痛みがある。葉は互生し、長い葉柄がつき、葉身は円形から丸みを帯びた広卵形で、先が尾のように伸びて、長さ15 - 20 cm、幅5 - 15 cmになる。葉縁は粗大な鋭鋸歯になり、下部のものは小さく、上部のものは大きくなり、葉の先端はやや尾状に伸びる。多雪地帯では雪が消えてまもなく、茎が一斉に立ち上がり、まだ葉は小さく折りたたまれて茎に寄り添っている。芽生えのときはまだ刺毛もやわらかく、刺されることはない。
花期は7 - 9月。雌雄同株。雄花序は、下方の葉腋から出て、多数分枝して長さ5 - 10 cmの円錐状になり、多数の雄花をつける。雄花は白色で小型、萼片が5個、雄蕊が5個ある。雌花序は、上方の葉腋から数本または多数立ち、分枝しないで長さ20 - 30 cmに伸びて穂状になり、多数の雌花をつける。雌花は緑色で小型、花弁状の萼片が4個、花柱が1個あり白い糸状の柱頭が伸びる。果実は、長さ約1.8ミリメートル (mm) のゆがんだ楕円形状の痩果になる。
- 雄花序
- 雌花序
- 葉が展開しはじめた頃
- 山菜として利用

## 利用
春の、葉が完全に展開する前のトゲがやわらかいうちに 20 - 30 cmに伸びた若芽は、山菜として利用される。「イラ」、東北地方の秋田県などでは「アイコ」と呼ばれ、評価の高い山菜である。採取する時期は4 - 5月ごろで、北海道では5 - 6月ごろとされる。刺毛にはギ酸に似た成分が含まれていて、触れるとかゆみを伴った激しい痛みを感じるため、素手で触らないように刺毛を通さない手袋やナイフ等を用意するとよい。ただし、刺されても1時間ほど経てば痛みやかゆみは収まる。
採取した若芽は葉を落として茎だけにする。下の方の太いところだけ皮を剥き、上の方を向く必要はない。茎の基部に固さを感じるときや、少し生長したものは、いったん湯に通すと皮が剥きやすくなり、また皮を剥くことによってさらに歯触りがよくなる。茎は茹でて水にさらすことにより毒成分はなくなり、密生しているトゲは消えて気にならなくなる。茹ですぎるとシャキシャキ感がなくなるため、茹ですぎないようにする。採取後は鮮度が落ちてすぐに葉が黒ずむため、黒く傷んだ部分は取り除いて軽く下茹などする。
食味はアクやクセがない淡泊な味わいで、ほのかに甘味があって食べやすいと評されている。若い茎を生のまま天ぷら、煮物に、塩をひとつまみ入れて熱湯でゆでてから水にさらし、おひたし、ごま・クルミ・からし・酢味噌・白和えなどの和え物、卵とじ、汁の実、バター炒めなどに利用する。塩漬けにすると、1年間くらいは保存できる。葉はふつう捨てられるが、葉を細かく刻み、油で炒め、みりん、醤油などで味付けをして煎りつけて、佃煮にする。山村ではもっぱら、おひたし、汁の実、身欠きニシンとの炊き合わせなどに利用する。
また、茎の繊維が強靭で、昔はこれを利用し布を織った。

## 下位分類
- コモチミヤマイラクサ Laportea cuspidata (Wedd.) Friis f. bulbifera (Kitam.) Fukuoka et Kurosaki - （シノニム：Laportea macrostachya (Maxim.) Ohwi f. bulbifera Kitam.）

## 外見が似ている植物
ミヤマイラクサによく似ていて、一回り小さいイラクサ（イラクサ科、学名: Urtica thunbergiana）は、葉が向き合ってつく対生なので見分けがつく。イラクサはミヤマイラクサ同様に若芽が食用にすることができる。
カラムシ（イラクサ科、学名: Boehmeria nivea var. concolor f. nipononivea）やアカソ（イラクサ科、学名: Boehmeria silvestrii）の葉がミヤマイラクサに似ているが、これらに刺毛はなく、食用に利用できない。